# Station Nijmegen Heyendaal
Station Nijmegen Heyendaal is een station in Nijmegen. Het station ligt in de spoorkuil aan de Spoorlijn Nijmegen - Venlo (de Maaslijn) en wordt bediend door stoptreinen van Arriva. De perrons zijn bereikbaar met een loopbrug. Het station ligt op de scheidslijn tussen de wijken Groenewoud en Heijendaal.
Het bevindt zich in het noorden van de wijk Heijendaal, niet ver van de gebouwen van de Radboud Universiteit, het Radboudumc en enkele faculteiten van de Hogeschool van Arnhem en Nijmegen.
Het station werd geopend op 28 mei 1972. Van 1979 tot 2000 stond er een stationsgebouw van het type Sextant. Sindsdien is er geen stationsgebouw meer. Oorspronkelijk had het station drie sporen. De sporen 1 en 2 waren in gebruik voor de spoorlijn Nijmegen - Venlo. Spoor 3 was voor de lijn naar Kleef, die hier nooit een halte heeft gekend. Deze lijn is sinds 1991 buiten gebruik en in 2006 is het derde spoor verwijderd voor de aanleg van een busbaan. Deze busbaan loopt omhoog naar de Heyendaalseweg. Ter hoogte van het station is een bushalte aangelegd. In 2024 en 2025 is het station ingrijpend gerenoveerd met een nieuwe loopbrug over de sporen.
Het voormalige station 't Heilig Land (1918-1925), een halte aan de lijn naar Kleef (en niet aan de lijn naar Venlo), lag ruim een kilometer verder in zuidelijke richting, ter hoogte van de Sionsweg op het grondgebied van de gemeente Heumen. Er zijn plannen geweest om het spoor tussen Nijmegen en Nijmegen Heyendaal van een bovenleiding te voorzien, zodat de stoptrein uit Zutphen door zou kunnen rijden naar Nijmegen Heyendaal. Toen de bediening van station Nijmegen Heyendaal in 2006 is overgegaan van de NS naar Veolia, hebben deze plannen plaats moeten maken voor een volledige elektrificatie tussen Nijmegen en Roermond.
ProRail streeft ernaar dat in 2020 90% van de stations toegankelijk is voor elke reiziger. In 2011 heeft het station liften gekregen zodat mindervaliden ook kunnen in- en uitstappen op dit station.

## Verbindingen

### Trein
| Serie       | Treinsoort         | Route                                                     | Bijzonderheden                                                                                |
| ----------- | ------------------ | --------------------------------------------------------- | --------------------------------------------------------------------------------------------- |
| 32200 RS 11 | Stoptrein (Arriva) | Nijmegen – Nijmegen Heyendaal – Venray – Venlo – Roermond |                                                                                               |
| 32300 RS 11 | Stoptrein (Arriva) | Nijmegen – Nijmegen Heyendaal – Venray – Venlo            | Rijdt niet 's avonds en in het weekend. De laatste drie ritten vanaf Nijmegen gaan tot Venlo. |

### Bus
Alle bussen die station Nijmegen Heyendaal aandoen worden geëxploiteerd door Hermes onder de naam Breng (met uitzondering van de Duitse lijn SB58, geëxploiteerd door NIAG).
| Lijn | Route | Soort bus                               |
| ---- | --- | --------------------------------------- |
| 9    | Nijmegen CS - Station Heyendaal - Heijendaal - Grootstal - Hatert - Weezenhof - Overasselt - Nederasselt - Grave              | Streekbus                               |
| 10   | Nijmegen CS - Station Heyendaal - Heijendaal - Station Heyendaal - Nijmegen CS                                                | Stadsbus (Heyendaal-shuttle)            |
| 12   | Nijmegen CS - Station Heyendaal - Heijendaal - Station Goffert - Druten                                                       | Streekbus                               |
| 15   | Lent Thermion - Centrum - Nijmegen CS - Station Heyendaal - Heijendaal - CWZ - Winkelsteeg - Station Dukenburg - Wijchen West | Stadsbus                                |
| 300  | Arnhem CS - Huissen - Bemmel - Lent - Centrum - Nijmegen CS - Station Heyendaal - Heijendaal                                  | Snelbus/Breng direct (RijnWaalSprinter) |
| SB58 | Emmerich - Warbeyen - Kleve - Donsbrüggen - Nütterden - Kranenburg - Wyler - Beek - Nijmegen CS - Station Heyendaal           | Streekbus                               |

## Afbeeldingen

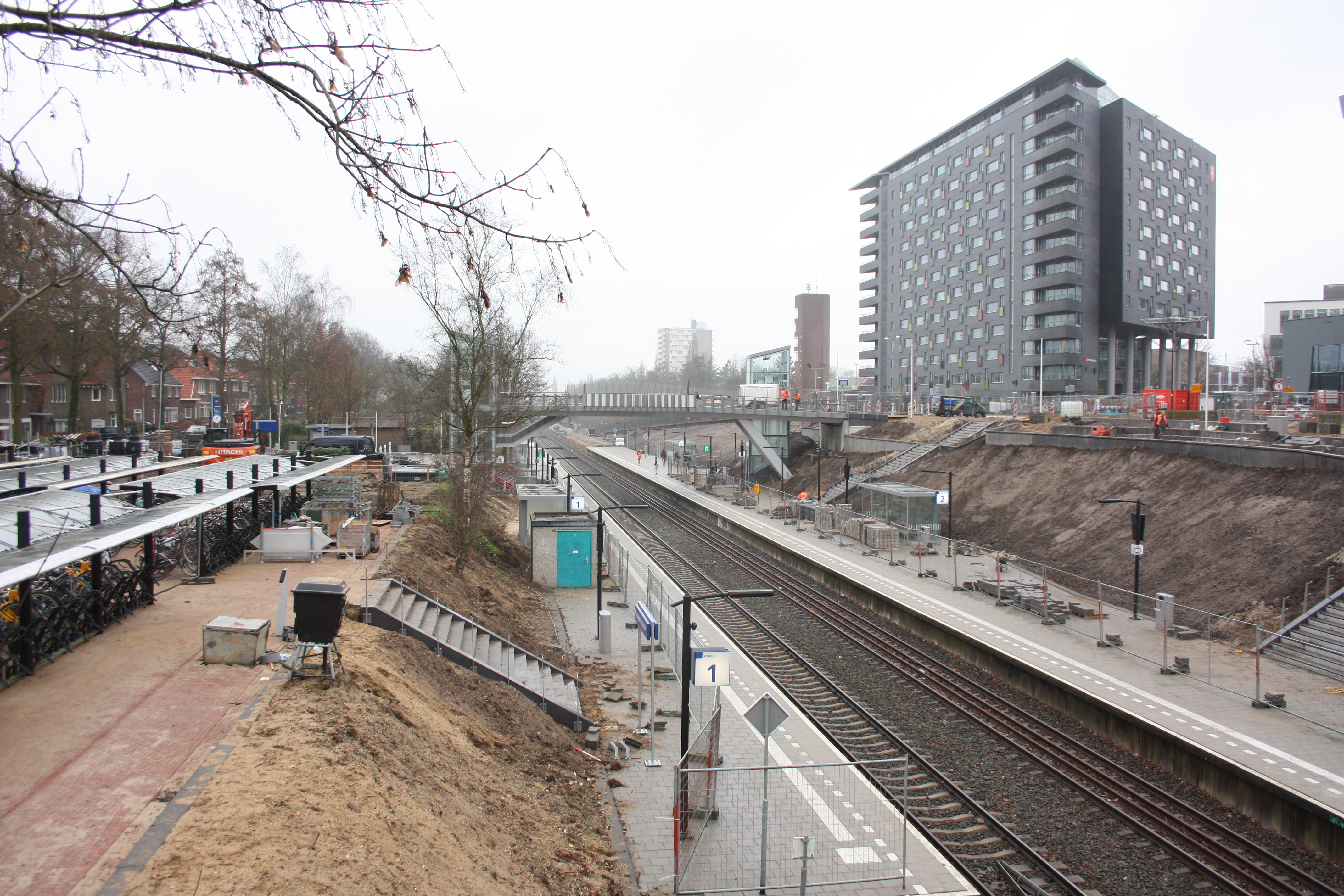
Verbouwing van het station (2025)
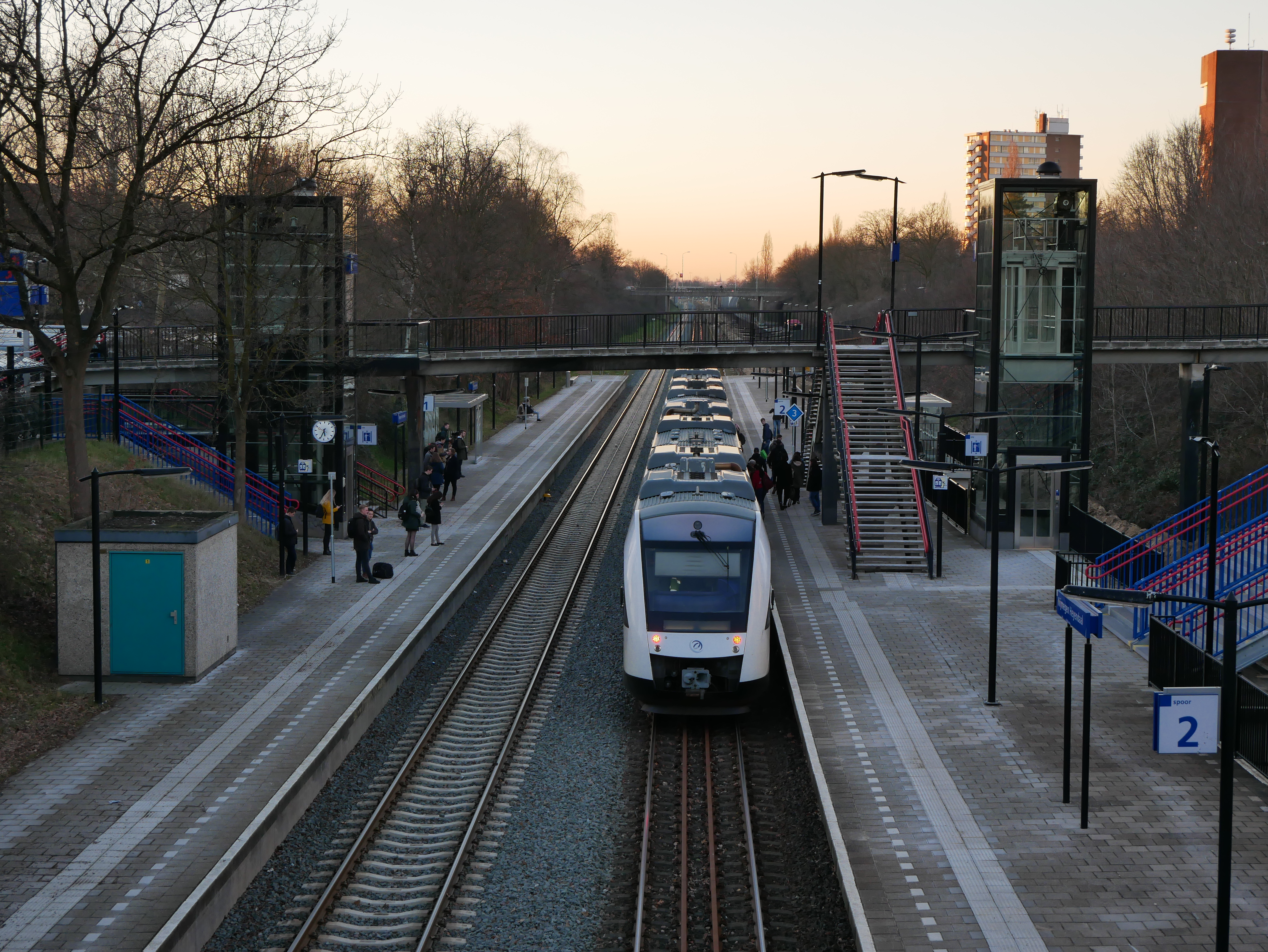
LINT op het station
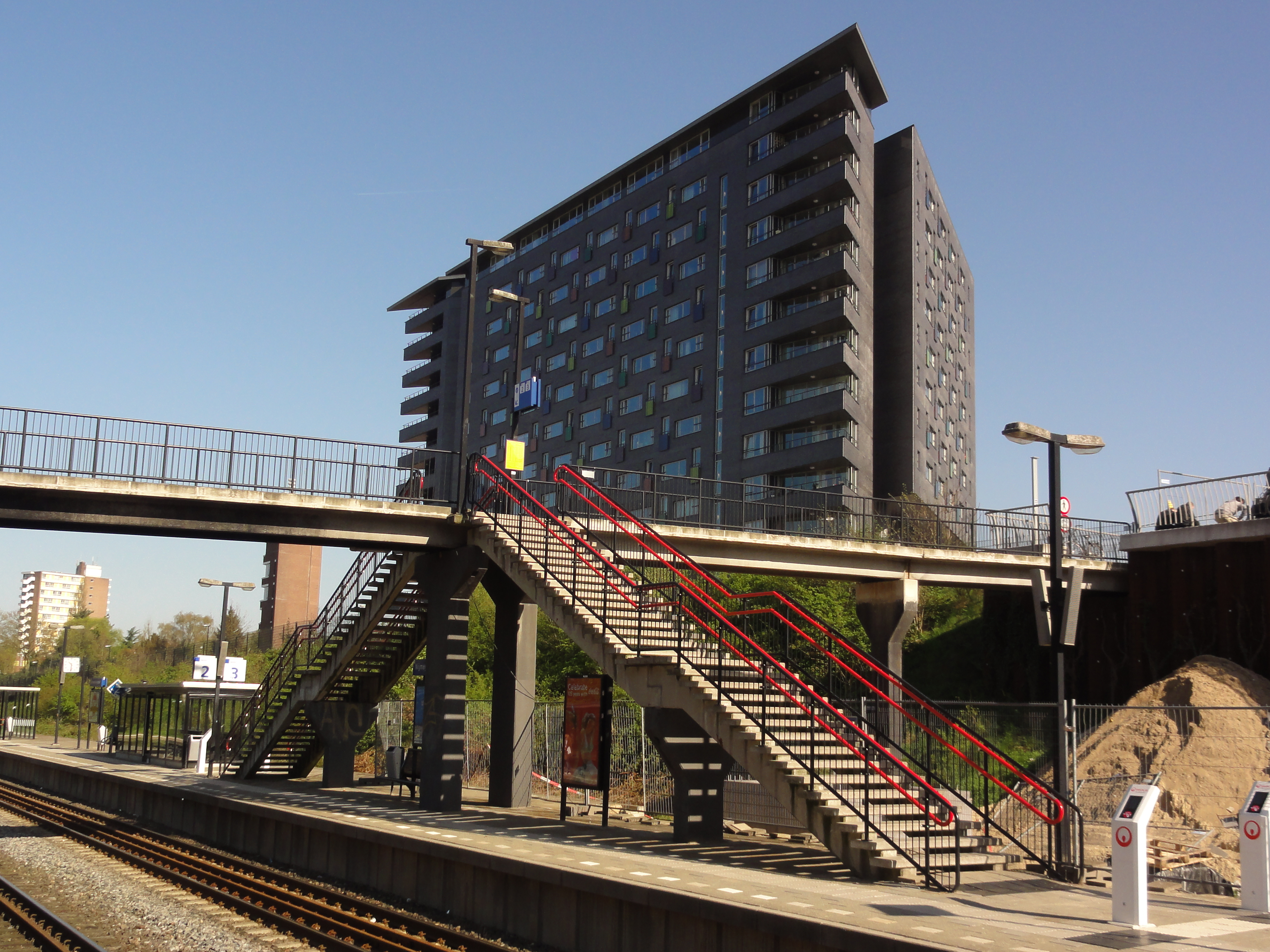
Station Heyendaal met op de achtergrond SSHN-flat De Gouverneur
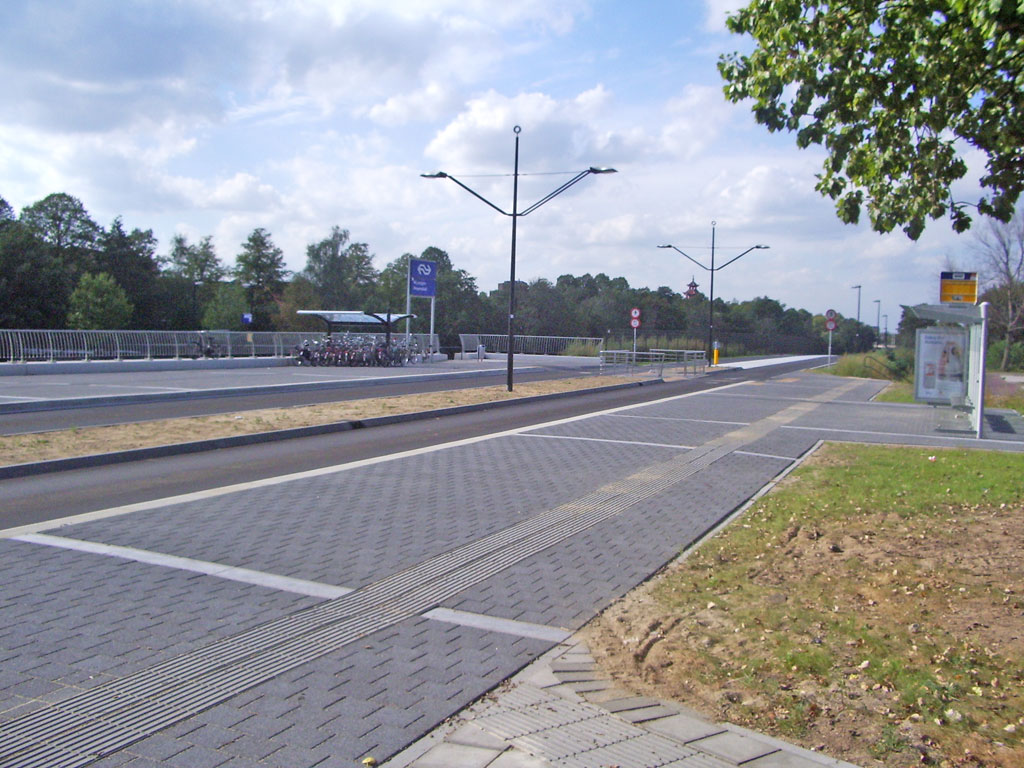
Voorplein van het station met bushalte langs de nieuwe busbaan.
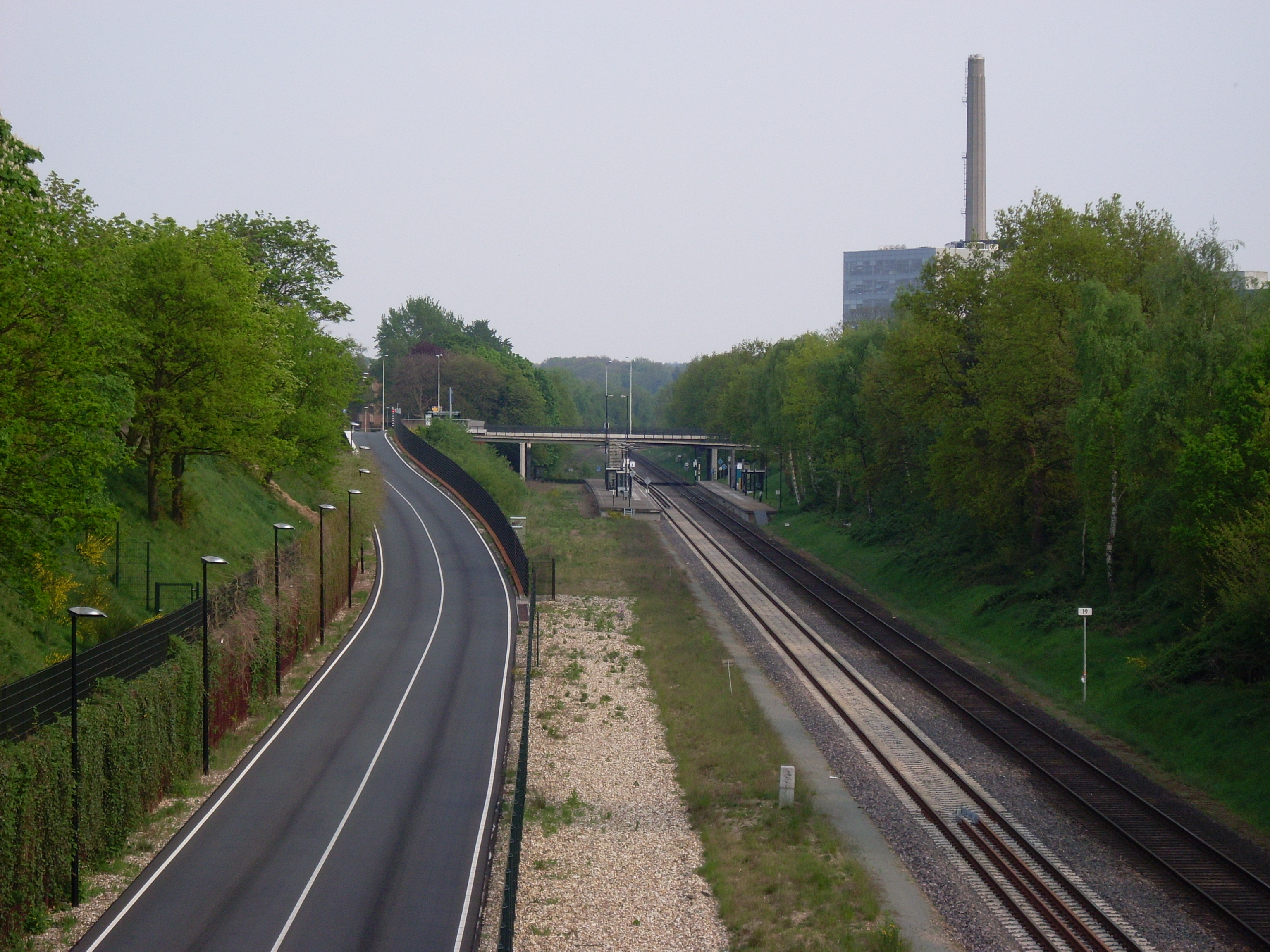
Station Heyendaal met daarnaast de busbaan die station Heyendaal verbindt met het centraal station van Nijmegen
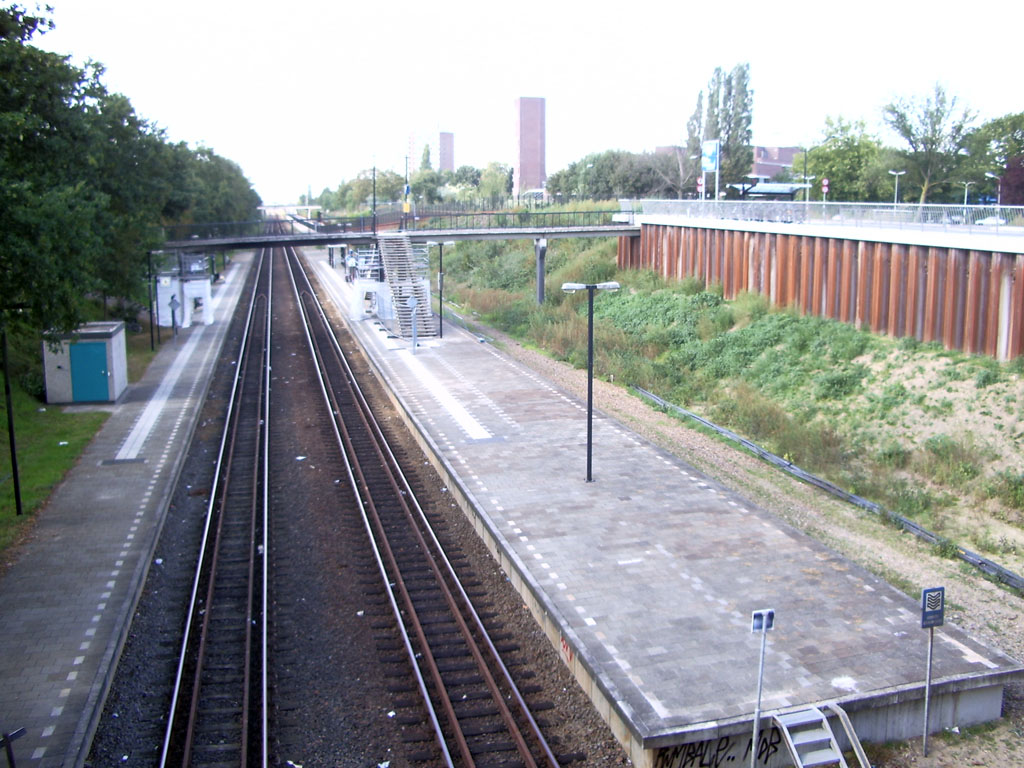
Station Heyendaal. Rechts lag de spoorlijn naar Kleve (Kleef)
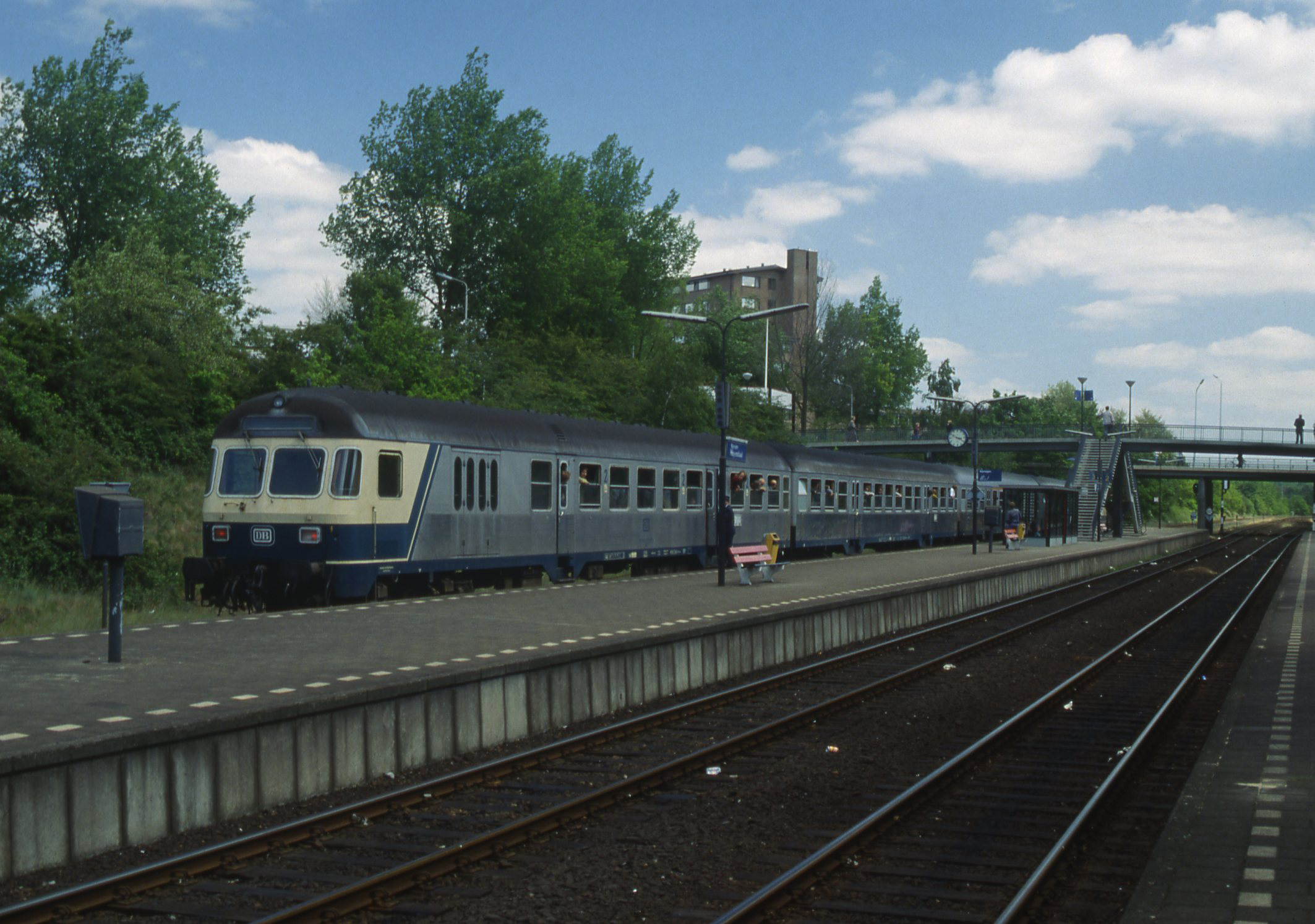
Trein naar Kleef op het station (1991)

17: Nijmegen ·
19: Nijmegen Heyendaal ·
26: Mook-Molenhoek ·
28: Heumen ·
Linden-Katwijk ·
31: Cuijk ·
35: Kruispunt Beugen ·
38: Beugen-Rijkevoort ·
42: Boxmeer ·
Sambeek ·
Vortum ·
46: Vierlingsbeek ·
Maashees-Smakt ·
56: Venray ·
Oirlo-Castenraij ·
63: Meerlo-Tienray ·
69: Lottum ·
71: Grubbenvorst ·
77: Blerick ·
78: Venlo
Huidige stations:
Aalten ·
Apeldoorn · 
-De Maten · 
-Osseveld ·
Arnhem:
-Centraal · 
-Presikhaaf · 
-Velperpoort · 
-Zuid ·
Barneveld:
-Centrum · 
-Noord ·
-Zuid ·
Beesd ·
Brummen ·
Culemborg ·
Didam ·
Dieren ·
Doetinchem · 
-De Huet · 
Duiven ·
Ede:
-Centrum ·
-Wageningen ·
Elst ·
Ermelo ·
Gaanderen · 
Geldermalsen ·
't Harde ·
Harderwijk ·
Hemmen-Dodewaard ·
Kesteren ·
Klarenbeek ·
Lichtenvoorde-Groenlo ·
Lochem ·
Lunteren ·
Nijkerk ·
Nijmegen · 
-Dukenburg · 
-Goffert · 
-Heyendaal · 
-Lent ·
Nunspeet · 
Oosterbeek ·
Opheusden ·
Putten ·
Rheden ·
Ruurlo ·
Terborg ·
Tiel · 
-Passewaaij ·
Twello · 
Varsseveld · 
Veenendaal-De Klomp · 
Velp · 
Voorst-Empe · 
Vorden · 
Wehl ·
Westervoort · 
Wezep · 
Wijchen ·
Winterswijk · 
-West · 
Wolfheze · 
Zaltbommel · 
Zetten-Andelst · 
Zevenaar · 
Zutphen
Voormalige stations: lijst van voormalige spoorwegstations in Gelderland